# Juan Margallo
Juan Francisco Margallo Rivera (Cáceres, 24 de septiembre de 1940-Madrid, 2 de marzo de 2025) fue un actor, director teatral y dramaturgo español. Ha sido considerado por especialistas de la talla de José Monleón como uno de los ejes vertebrales del teatro independiente en España. Ganador en dos ocasiones del Premio Max al mejor actor, su compañía fue galardonada en 2011 con la Medalla de Oro al Mérito en las Bellas Artes. En 2022 fue reconocido con el Premio Nacional de Teatro junto a su pareja Petra Martínez.

## Biografía
Juan Francisco Margallo Rivera fue el tercero de los nueve hijos de una maestra y un militar, siete de ellos chicas. Pasó su infancia semirrural alternando la vida en la capital cacereña y en Montánchez, entre carros de paja, vacas, burros, gallinas, cerdos y un perro, "León", como el de Las meninas.
Pésimo estudiante, su padre lo llevó al cuartel como educando de banda, pues al tener solo quince años todavía no podía ser soldado. En el cuartel conoció a un ilusionista que le aficionaría a los juegos de manos y a comprarse libros de magia. Convertido en "el Profesor Margus", participa en funciones benéficas, cumpleaños y otros festejos con el trabajo de caricato. Con esa edad y objetivos, Margallo se escapa por primera vez de casa, la segunda fue a los dieciocho años. No obstante, acabó ingresando en peritos industriales, en Béjar, pasando de allí a Madrid al ser trasladado su padre. En la capital española intentó ingresar en la RESAD (Escuela de arte dramático) donde su acento extremeño y su acelerado discurso, al parecer le crearon bastantes problemas. A pesar de todo aprobó los tres cursos en dos años, dejando tan solo un par de asignaturas.

### Trayectoria profesional
Su debut en el teatro profesional fue en La loca de Chaillot, de Jean Giraudoux, dirigida por José Luis Alonso, y donde conoció a José Vivó. Asistió al Festival del Teatro de las Naciones, en París, en pleno conflicto franco-argelino —actuando en el Teatro del Châtelet poco después de que pusieran una bomba en la entrada de actores del edificio—. En ese periodo trabajó a las órdenes de Miguel Narros, Luis Escobar y José Tamayo, y frecuentó el Teatro Estudio donde trabajaría con el profesor William Layton. Otro maestro de aquel periodo del Teatro Estudio fue el chileno Ítalo Ricardi, inventor del "teatro cerradura".
Tras una temporada en París y Londres, donde alternó trabajos de camarero y cantante folklórico, regresó al nido del Teatro Estudio madrileño donde conocería a Petra Martínez, su futura compañera, con la que se casó en Gibraltar y, con el tiempo, reuniría dos hijos y varios nietos.

### Periodo en Tábano
En 1968, junto con Alonso de Santos, Enriqueta Carballeira y Alberto Alonso, crea Tábano —a partir de una oportuna cita de Sócrates—. En este colectivo dirige por primera vez una obra: La escuela de los bufones, de Michel de Ghelderode. Los primeros montajes con Tábano, Castañuela 70 (1970) y El retablo del flautista (1971), fueron fulminados por la censura franquista, pero le dieron al grupo la oportunidad de emprender lo que, en palabras del propio Margallo, resultó ser una de las experiencias vitales más influyentes. Con el Tábano ambulante y peregrino tuvieron acceso a los cuatro millones de españoles dispersos por Europa, buena parte de la España en el exilio y, profesionalmente, la presencia en 1973 en el Festival de Teatro de Nancy y en el de Manizales, en Colombia.
Otros montajes con Tábano fueron Magic Circus y Los últimos años de soledad de Robinsón Crusoe o 20 000 años de aventuras y de amor, en versión de Vicente Romero, último montaje de Margallo con Tábano.

### Con El Búho y El Gayo
En 1976, el sector más veterano de Tábano, abandona la formación para fundar El Búho, con el que se montaron Woyzeck y La sangre y la ceniza de Alfonso Sastre, que llevaron en gira por Colombia, Costa Rica, El Salvador, Guatemala, México y Venezuela. También actuaron en el circuito español —en la Sala Villarroel de Barcelona les pusieron una bomba, pero tras el susto consiguieron concluir la función—.
Entre 1978 y 1983, Margallo coordina el grupo estable y colectivo cultural El Gayo Vallecano, un lugar de encuentro en el barrio madrileño de Vallecas donde, además de los montajes teatrales, se organizaron cursos para niños y adultos, de fotografía, de alfarería y cerámica, conciertos —como el bautizo del grupo de folk-rock Suburbano—, encuentros políticos, reuniones de familiares de presos, etc. También se ponen en marcha proyectos como la Feria Mágica, junto a Luis Matilla, que luego repetirían con autores autóctonos en Cuba, Rusia y Venezuela. Entre 1979 y 1980 comparte plató con su mujer Petra Martínez en el programa infantil de televisión Barrio Sésamo.

### Uroc, el FIT y los premios
En 1985, creó finalmente su propia compañía, Uroc Teatro, una cooperativa familiar con espíritu de cómicos de la legua. Con ella se han montado piezas propias, y de autores como Darío Fo —Pareja abierta, en 2001, y La madre pasota, en 2012—, Roberto Ataide, Jorge Márquez o Antonio Muñoz de Mesa.
Dirigió, desde su fundación, seis ediciones del Festival Iberoamericano de Teatro de Cádiz (1986-1992). Como reconocimiento a su trayectoria vital y profesional recibió en dos ocasiones el premio MAX al Mejor Actor, y Uroc Teatro fue galardonada en 2011 con la Medalla de Oro al Mérito en las Bellas Artes.
Ha presentado dos montajes de teatro clásico en el Festival de Teatro Clásico de Mérida, Edipo rey y La paz; Clasycos (1998), en el Teatro Infanta Isabel y ados@dos (2007) en el Teatro Español. 
Fue uno de los miembros de la Comisión de los Once en la huelga de actores en España de 1975. Ha militado en la Organización Revolucionaria de Trabajadores y formó parte de la Plataforma de Cultura contra la Guerra.

## En el cine
También ha intervenido, de modo esporádico, en el cine, en películas como Los flamencos (1966), El espíritu de la colmena (1973), El aire de un crimen (1988), Chevrolet (1997), El invierno de las anjanas (2000), Al sur de Granada (2002), Campeones (2018), Cerrar los ojos (2023) y Campeonex (2023). Por la película Campeones fue candidato al premio al mejor actor secundario en los Goya del 2019.

## Premios y candidaturas
Premios Goya
| Año  | Categoría              | Película  | Resultado |
| ---- | ---------------------- | --------- | --------- |
| 2019 | Mejor actor secundario | Campeones | Candidato |

- Premio Nacional de Teatro (2022)[9]